# Newmarket Films
La Newmarket Films è una società di produzione e distribuzione cinematografica statunitense, sussidiaria della Newmarket Capital Group. È stata fondata nel 1994.

## Breve sintesi
Newmarket Films è una proprietà privata e realmente una società di produzione e distribuzione di film indipendenti. La Newmarket cerca di acquistare, produrre, e distribuire film diversi. La società ha prodotto film come Memento, The Mexican, Donnie Darko, Cruel Intentions, e The Prestige di Christopher Nolan. La Newmarket ha distribuito in Nord America film come La passione di Cristo, Whale Rider, Monster, Donnie Darko, e solo recentemente ha pubblicato God Grew Tired of Us vincitore del Sundance Film Festival. La società possiede una vasta libreria di oltre 300 film.

## Film
La Newmarket Films ha avuto a che fare con la produzione o la distribuzione dei seguenti film:
- Cruel Intentions - Prima regola non innamorarsi
- The Chumscrubber (co-produzione con Go Fish Pictures, El Camino Pictures, Equity Pictures e L.B. Laurence Bender Productions)
- Donnie Darko (co-produzione con "Pandora") (DVD distribuito dalla Twentieth Century Fox Home Entertainment)
- Death of a President
- L'importanza di chiamarsi Ernest
- Lilja 4-ever
- God Grew Tired of Us
- Memento
- Monster (co-produzione con "Dej Productions" e "Media 8 Entertainment)
- Il mio grosso grasso matrimonio greco
- Open Hearts
- La passione di Cristo
- Le donne vere hanno le curve
- The Skulls - I teschi
- The Nines
- Spun
- Topsy-Turvy - Sotto-sopra
- I soliti sospetti
- La ragazza delle balene
- Y tu mamá también
- Creation